# Distretti del Kirghizistan

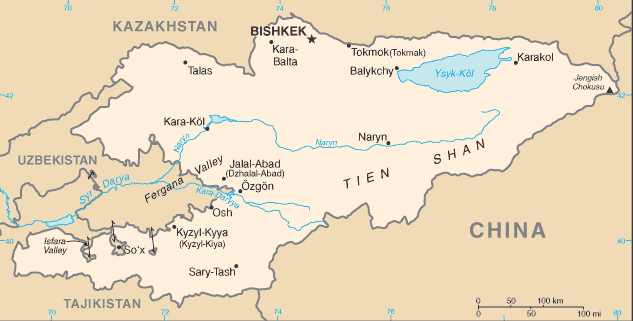
Mappa del Kirghizistan

I distretti del Kirghizistan sono la suddivisione di secondo livello del Paese, dopo le regioni, e sono pari a 44.

## Lista
Regione di Batken 
| Localizzazione | Distretto | Capoluogo | Popolazione (2009) | Superficie (km²) |
| -------------- | --------- | --------- | ------------------ | ---------------- |
|                | Batken    | Batken    | 69 591             | 5 948            |
|                | Kadamžaj  | Pul'gon   | 157 597            | 6 146            |
|                | Lejlek    | Isfana    | 116 861            | 4 653            |

 Regione di Čuj 
| Localizzazione | Distretto       | Capoluogo   | Popolazione (2009) | Superficie (km²) |
| -------------- | --------------- | ----------- | ------------------ | ---------------- |
|                | Alamudun        | Lebedinovka | 148 032            | 1 503            |
|                | Čuj             | Čuj         | 47 017             | 1 756            |
|                | Kemin           | Kemin       | 44 118             | 3 533            |
|                | Moskva          | Belovodskoe | 84 443             | 2 056            |
|                | Panfilov        | Kajyngdy    | 41 754             | 2 606            |
|                | Sokuluk         | Sokuluk     | 159 231            | 2 550            |
|                | Ysyk-Ata        | Kant        | 132 759            | 2 415            |
|                | Žajyl           | Kara-Balta  | 92 645             | 3 435            |
|                | Città di Tokmok | -           | 53 231             |                  |

 Regione di Naryn 
| Localizzazione | Distretto   | Capoluogo | Popolazione (2009) | Superficie (km²) |
| -------------- | ----------- | --------- | ------------------ | ---------------- |
|                | Ak-Talaa    | Baetov    | 30 643             | 7 266            |
|                | At-Bašy     | At-Bašy   | 49 238             | 15 354           |
|                | Kočkor      | Kočkor    | 58 267             | 5 868            |
|                | Tyan'-Shan' | Naryn     | 44 080             | 10 502           |
|                | Žumgal      | Čaek      | 40 718             | 4 803            |

 Regione di Oš 
| Localizzazione | Distretto  | Capoluogo     | Popolazione (2009) | Superficie (km²) |
| -------------- | ---------- | ------------- | ------------------ | ---------------- |
|                | Alaj       | Gülçö         | 72 170             | 6 821            |
|                | Aravan     | Aravan        | 106 134            | 1 340            |
|                | Čong-Alaj  | Daroot-Korgon | 25 039             | 4 857            |
|                | Kara-Kulža | Kara-Kulža    | 87 691             | 5 813            |
|                | Kara-Suu   | Kara-Suu      | 348 645            | 3 616            |
|                | Nookat     | Nookat        | 236 455            | 3 179            |
|                | Uzgen      | Uzgen         | 228 114            | 3 308            |

 Regione di Talas 
| Localizzazione | Distretto  | Capoluogo  | Popolazione (2009) | Superficie (km²) |
| -------------- | ---------- | ---------- | ------------------ | ---------------- |
|                | Bakaj-Ata  | Leninpol'  | 44 057             | 2 928            |
|                | Kara-Buura | Kyzyl-Adyr | 58 056             | 4 216            |
|                | Manas      | Pokrovka   | 32 913             | 1 198            |
|                | Talas      | Talas      | 58 867             | 5 051            |

 Regione di Ysyk-Köl 
| Localizzazione | Distretto | Capoluogo | Popolazione (2009) | Superficie (km²) |
| -------------- | --------- | --------- | ------------------ | ---------------- |
|                | Ak-Suu    | Karakol   | 63 686             | 9 917            |
|                | Tong      | Bökönbaev | 49 130             | 7 230            |
|                | Tup       | Tup       | 58 786             | 2 121            |
|                | Ysyk-Köl  | Čolponata | 75 533             | 3 603            |
|                | Žeti-Öguz | Kyzyl-Suu | 82 085             | 14 499           |

 Regione di Žalalabad 
| Localizzazione | Distretto    | Capoluogo    | Popolazione (2009) | Superficie (km²) |
| -------------- | ------------ | ------------ | ------------------ | ---------------- |
|                | Aksy         | Kerben       | 113 010            | 4 578            |
|                | Ala-Buka     | Ala-Buka     | 87 460             | 2 976            |
|                | Bazar-Korgon | Bazar-Korgon | 142 951            | 1 965            |
|                | Čatkal       | Kanyš-Kyâ    | 22 490             | 4 608            |
|                | Nooken       | Massy        | 117 055            | 2 336            |
|                | Suzak        | Suzak        | 241 198            | 3 019            |
|                | Toguz-Toro   | Kazarman     | 22 136             | 3 816            |
|                | Toktogul     | Toktogul     | 86 306             | 7 815            |

 Città autonoma di Biškek 
| Distretto    | Popolazione (2009) | Superficie (km²) |
| ------------ | ------------------ | ---------------- |
| Birinczi Maj | 171 467            |                  |
| Lenin        | 198 019            |                  |
| Oktjabr      | 238 329            |                  |
| Swierdłow    | 214 100            |                  |